# Atelier J.W. Ramakers en Zonen

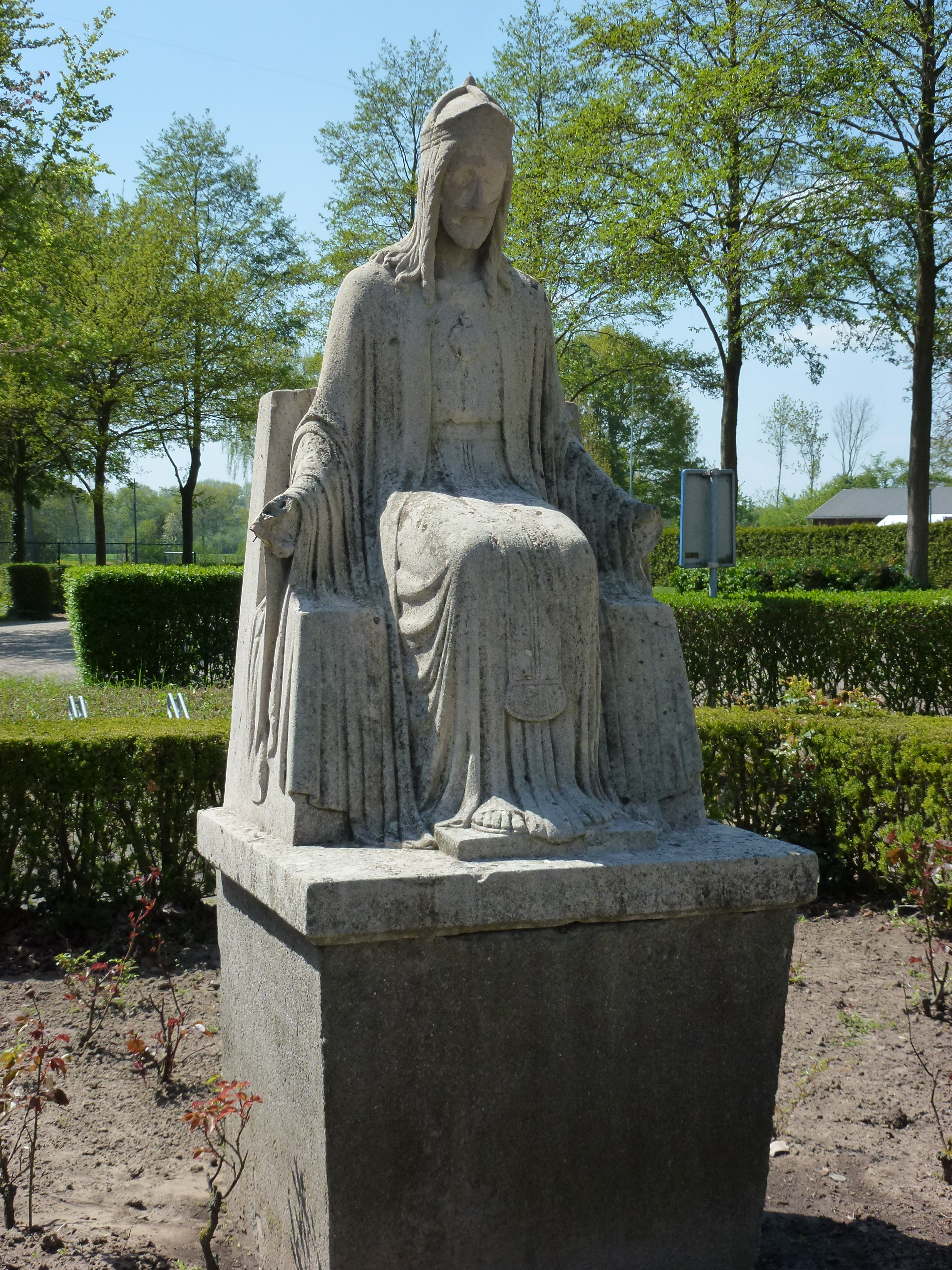
Heilig Hartbeeld (1934), Posterholt

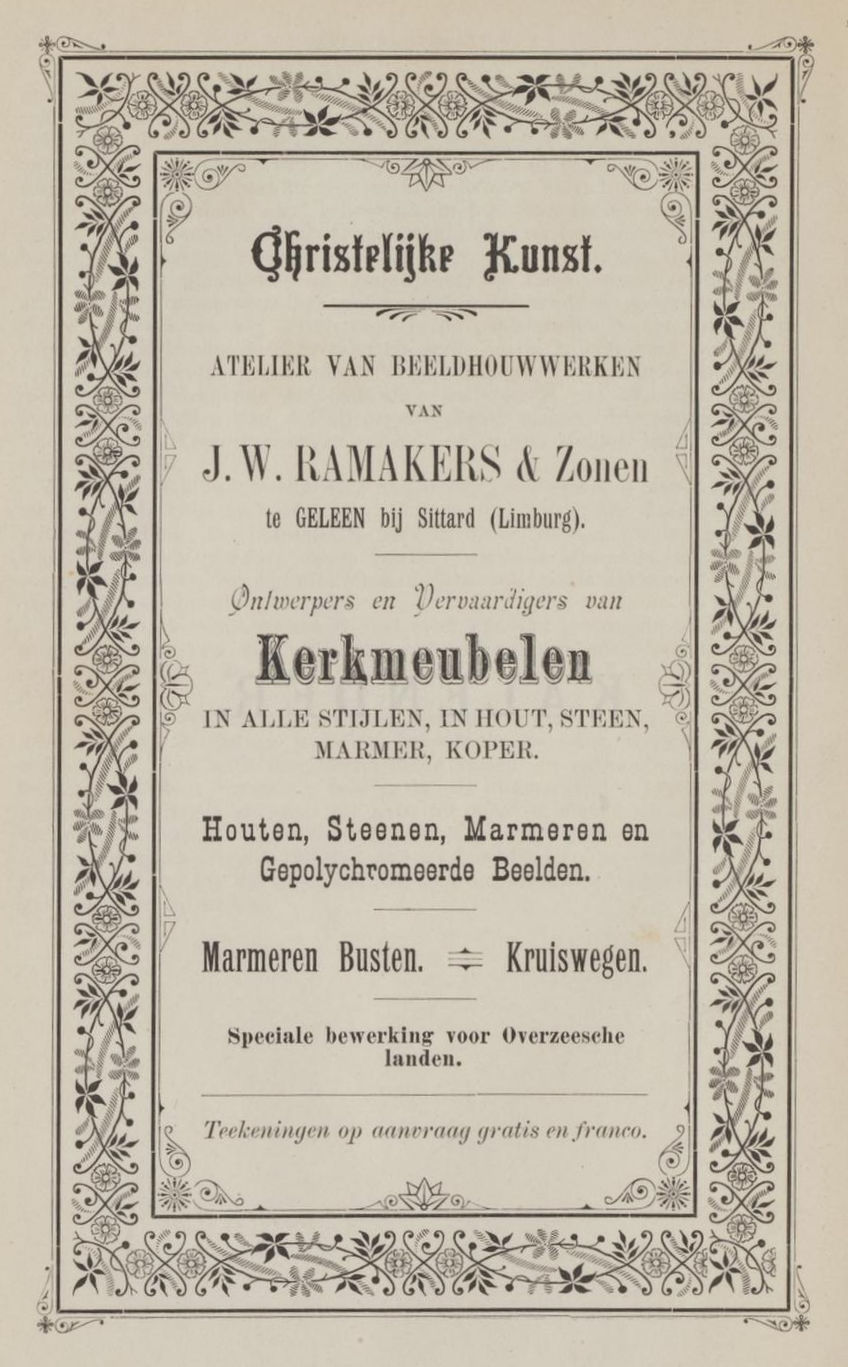
Advertentie uit 1901

Atelier J.W. Ramakers en Zonen (1851-1948) was een Nederlandse onderneming in Geleen, gespecialiseerd in het maken van kerkelijke beeldhouwkunst. Het bedrijf wordt ook vermeld als Ateliers voor Kerkelijke Kunst J.W. Ramakers en Zonen en Gebroeders Ramakers.

## Geschiedenis
Johannes Henricus Ramakers (1798-1874) begon zijn atelier voor kerkelijke meubilair in Schinnen vóór 1820. Drie van zijn zoons volgden in zijn voetsporen als beeldhouwer. Zoon Jan Willem Ramakers (1820-1887) verhuisde in 1847 met inboedel en activiteiten naar de Geenstraat te Geleen. Hij kocht in 1851 huis Maes aan de Leursstraat in Oud-Geleen, waar hij een eigen 'Atelier van beeldhouwwerken' vestigde. Het bestuur van het Calvariënbergklooster in 1874 noemde Jan Willem Ramakers "een man die zijn vak verstaat en die billijke prijzen rekent" en bestelde een hoofdaltaar. Het bedrijf werd na zijn overlijden voortgezet door zijn zoons Jan Hendrik (Henri) Ramakers (1851-1925) en Petrus Mathias (Mathieu) Ramakers (1860-1912) en flink uitgebreid.
Groei en export
Het bedrijf maakte onder meer meubilair, heiligenbeelden en kruiswegen voor katholieke kerken. Het voerde ook ontwerpen uit van architecten en kunstenaars als Pierre Cuypers en Charles Vos. In 1909 hadden de gebroeders Ramakers 67 man personeel in dienst. Het atelier nam deel aan tentoonstellingen en won onder meer op de interkerkelijke tentoonstelling voor kerkelijke kunst in Den Bosch in 1909 de Grand Prix met erekruis en medaille. Met de opkomst van de Heilig Hartverering in Nederland, in de eerste helft van de 20e eeuw, groeide de vraag naar Heilig Hartbeelden. Het bedrijf maakte er meerdere, waaronder een zittende Christus (voor Posterholt) ontworpen door Louis Ramakers (1900-1982). Louis, een zoon van Mathieu, kreeg in 1925 de leiding over het bedrijf.
Het atelier produceerde ook voor het buitenland; er werd geëxporteerd naar België, Duitsland, Engeland, Frankrijk, Ierland, IJsland, Nederlands-Indië, Israël, Guatemala en de Verenigde Staten. Begin jaren 1930 gaf het een brochure uit voor de Amerikaanse markt. Het bedrijf werd in New York vertegenwoordigd door pater Lemmens van de parochie St. Mary Gate of Heaven.
Einde van het bedrijf
Na de Duitse inval in Nederland in 1940 stokte de aanvoer van materialen uit het buitenland. Het jaar erop werden de activiteiten grotendeels beëindigd. Er werd sporadisch nog werk geleverd, zoals kerkbanken en een biechtstoel in 1944. Louis Ramakers werd assistent-voorlichter bij de Rijksvoorlichtingsdienst voor de Pluimveeteelt. Hij zou deze functie blijven uitoefenen tot aan zijn pensionering in 1965. Het bedrijf werd op 1 juni 1948 uitgeschreven bij Kamer van Koophandel. Louis Ramakers overleed te Maastricht in 1982.

## Enkele werken
- 1853-1891 Kerkmeubilair voor de kerk in Oud-Geleen
- 1880 Jozefaltaar en Maria-altaar (1883) voor de Sint-Lambertuskerk (Mheer)
- 1881 Hoofdaltaar voor de Johannes de Doperkerk in Nieuw-Vossemeer
- 1883-1886 Levensgroot gepolychromeerd Heilig Hartbeeld uit steen met baldakijn voor De Krijtberg in Amsterdam
- 1891-1930 Restauratiewerkzaamheden aan de gotische basiliek van Basiliek van het H. Sacrament te Meerssen
- 1893 Retabel voor het hoofdaltaar in de Sint-Petrus' Stoel van Antiochiëkerk (Sittard). Bidstoeltjes
- 1897 Hoofdaltaar, communiebank (1898) en Heilig Hartbeeld (1910), alle drie naar ontwerp van Pierre Cuypers. voor de Sint-Bartholomeuskerk in Meerssen
- 1899-1902 Volledig kerkmeubilair voor de Abdijkerk van de Benedictijnen in Merkelbeek. Interieur werd gesloopt in 1975.
- 1900-1905 Hoofd- en zijaltaar, biechtstoel en heiligenbeelden voor de kloosterkerk van de Zusters Onder de Bogen in Maastricht
- 1902 Preekstoel en altaren voor de Sint-Bonifatiuskerk (Kwadendamme)
- 1922-1924 Inventaris van de Sint-Jozefkerk (Meers)
- 1924 Hoofdaltaar voor de Sint-Jozefkerk (Meers)
- 1924 Heilig Hartbeeld (Den Hout)
- 1927 Heilig Hartbeeld (Borgharen)
- 1928 Heilig Hartbeeld (Ubachsberg)
- 1930 Heilig Hartbeeld (Oud-Geleen)
- 1932 Heilig Hartbeeld (Krawinkel)
- 1934 Heilig Hartbeeld (Ossendrecht)
- 1934 Heilig Hartbeeld (Posterholt)
- 1935 Heilig Hartbeeld (Schinveld)
- 1937 Hoofdaltaar in zwart marmer voor de kapel van de Zusters van Barmhartigheid bij Huis Severen in Amby

## Galerij
Enkele werken

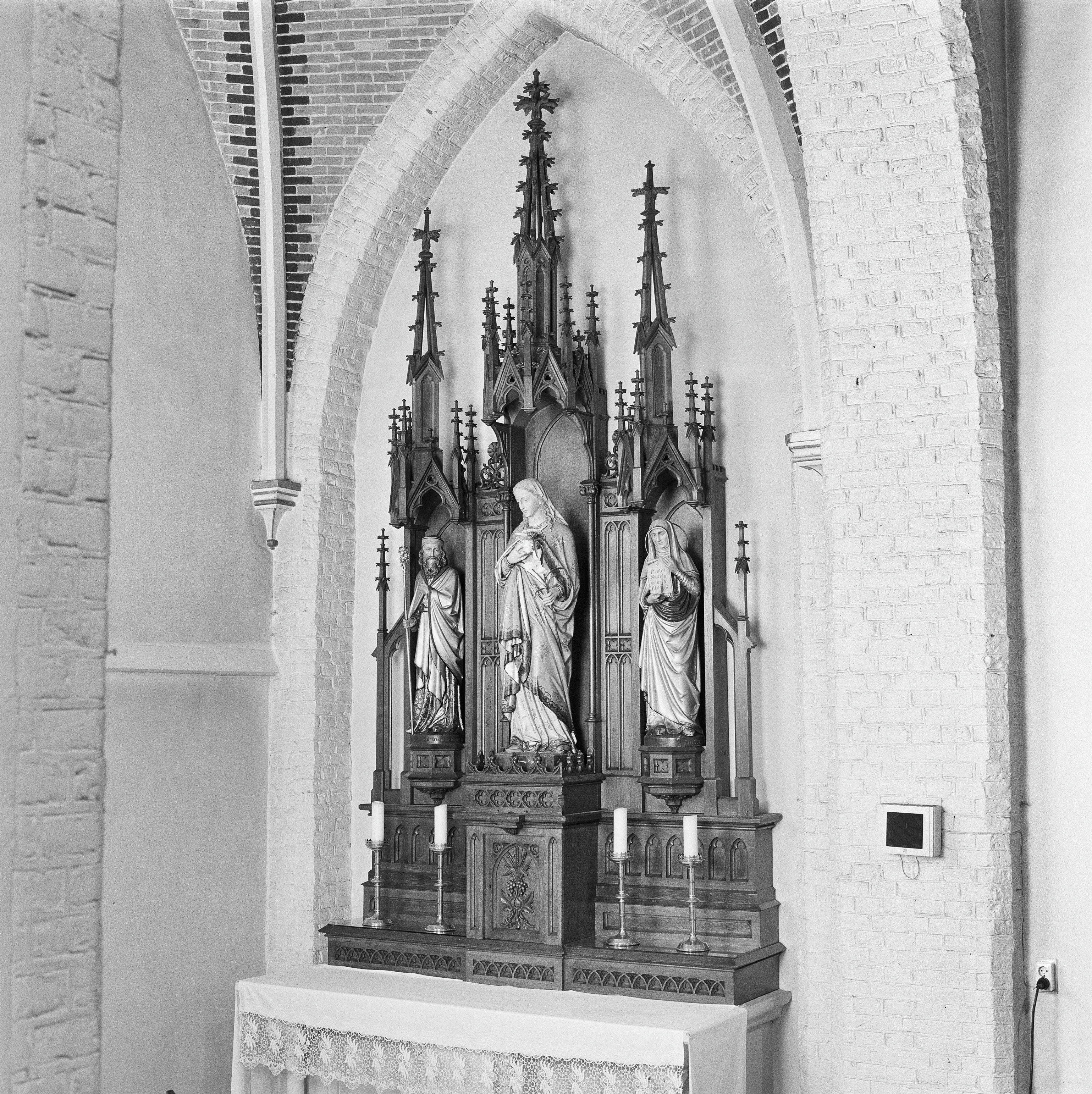
Maria-altaar (1883), Sint-Lambertuskerk, Mheer
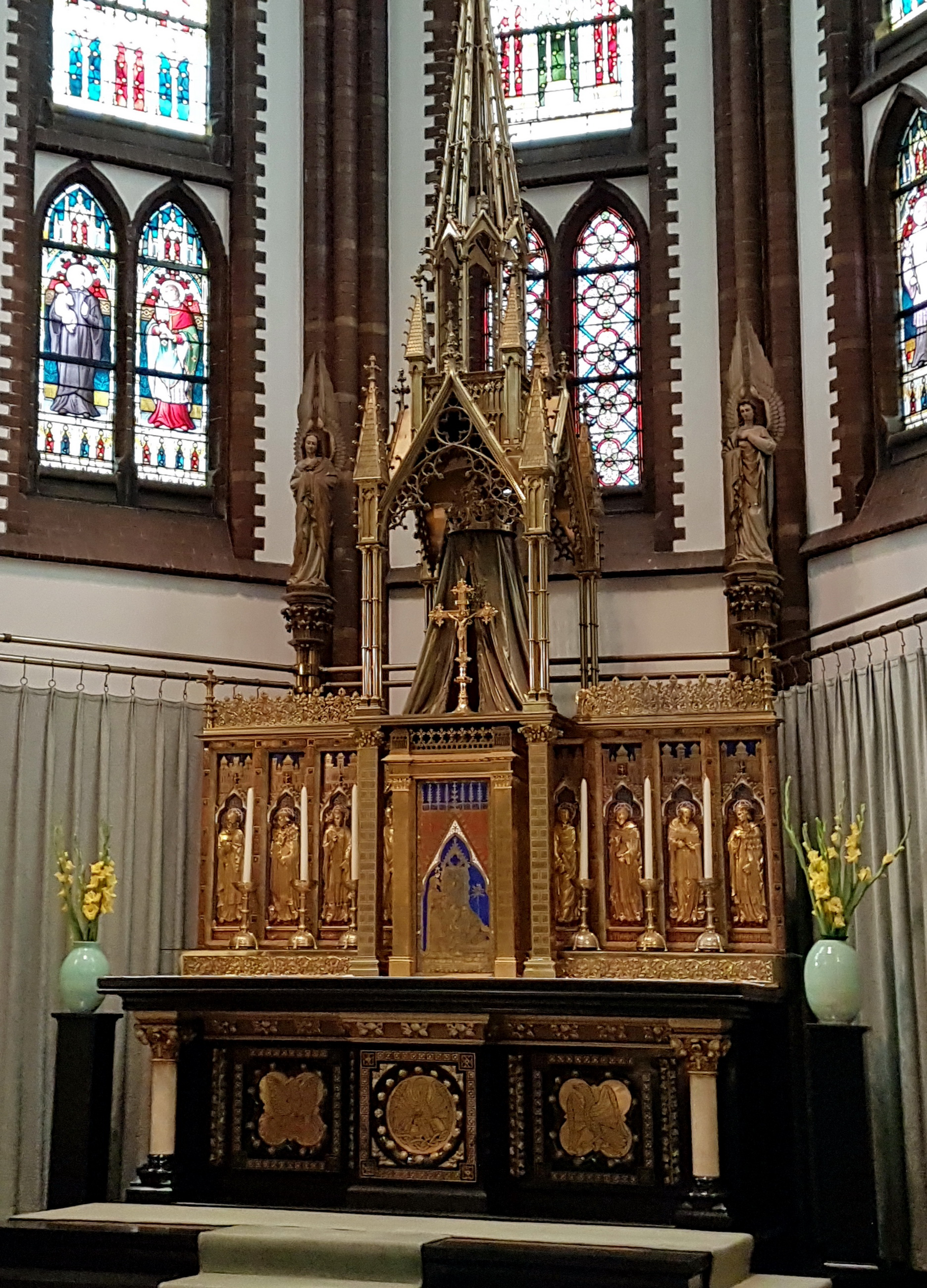
Hoofdaltaar (1900-1905), kloosterkerk Zusters Onder de Bogen in Maastricht
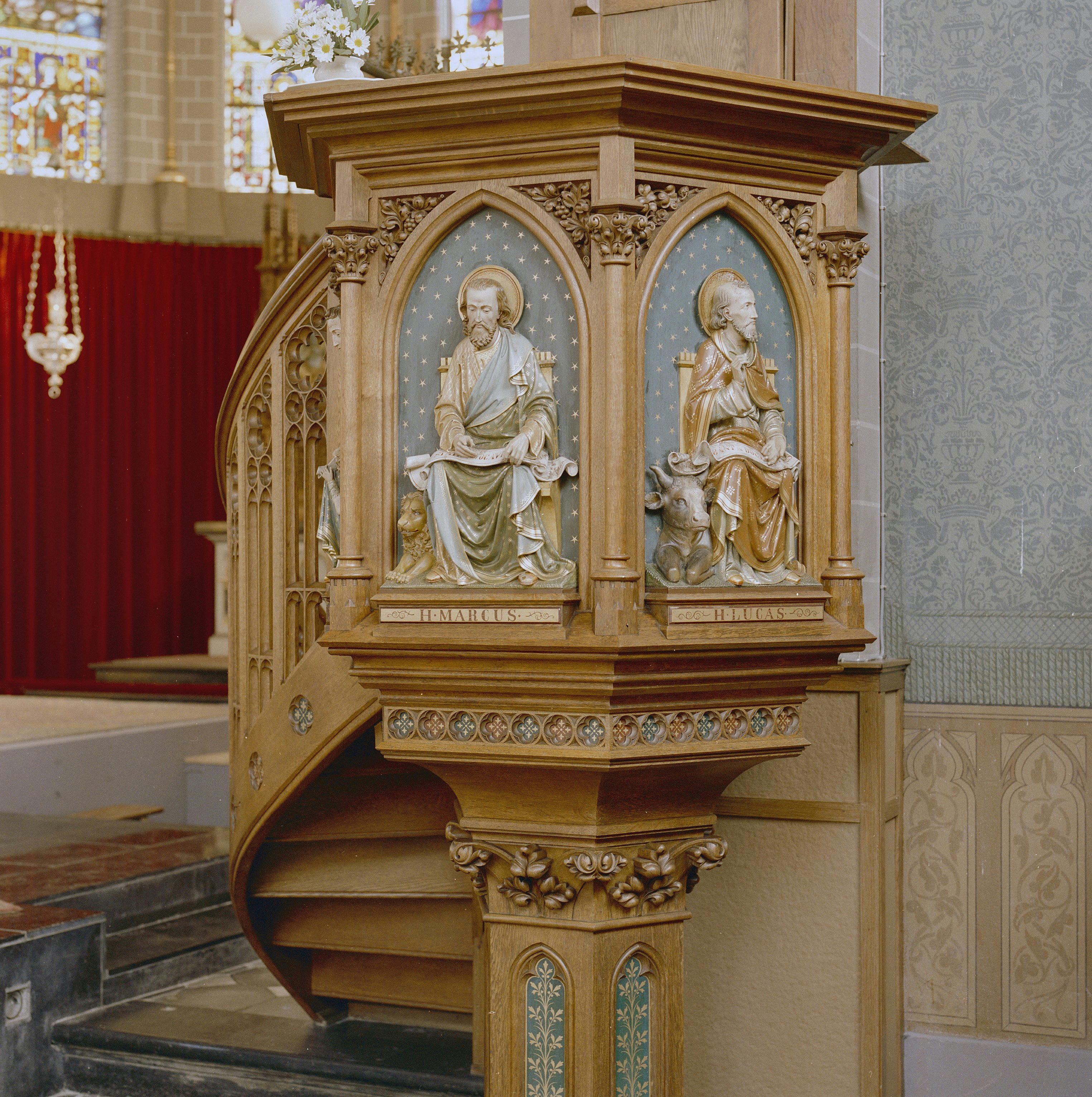
preekstoel (1902), Sint-Bonifatiuskerk in Kwadendamme
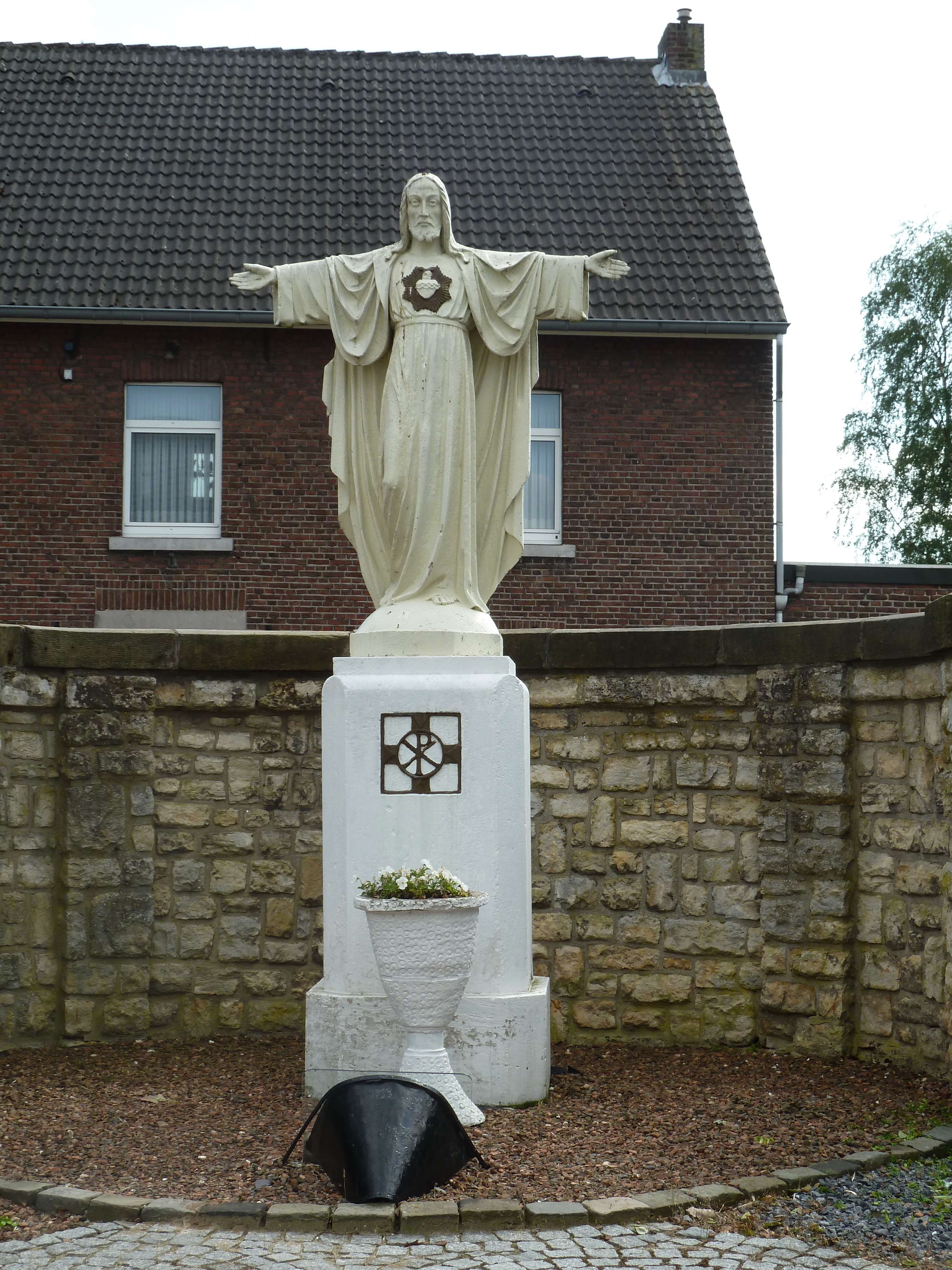
Heilig Hartbeeld (1928), Ubachsberg
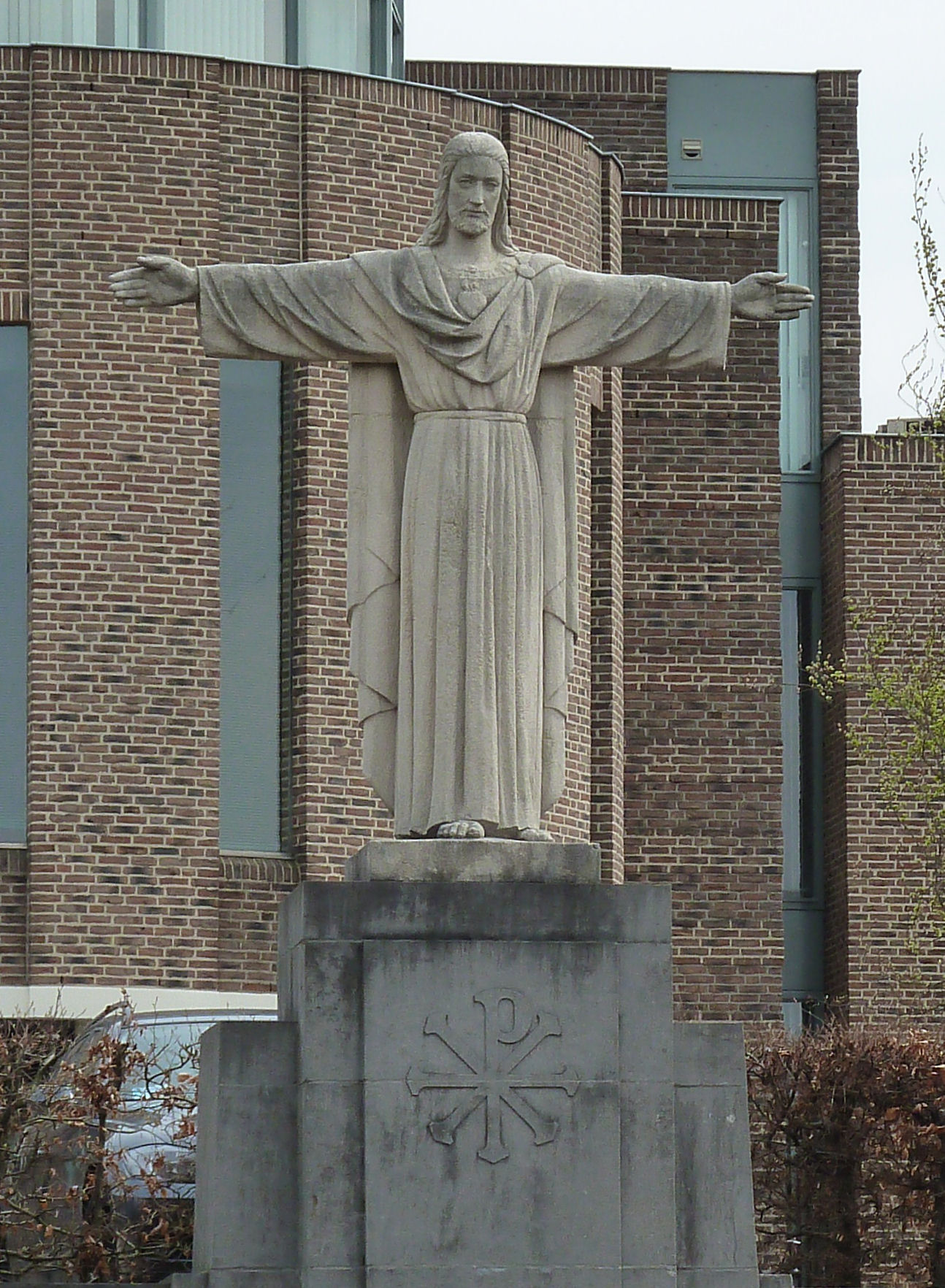
Heilig Hartbeeld (1935), Schinveld

Briefhoofd en advertenties

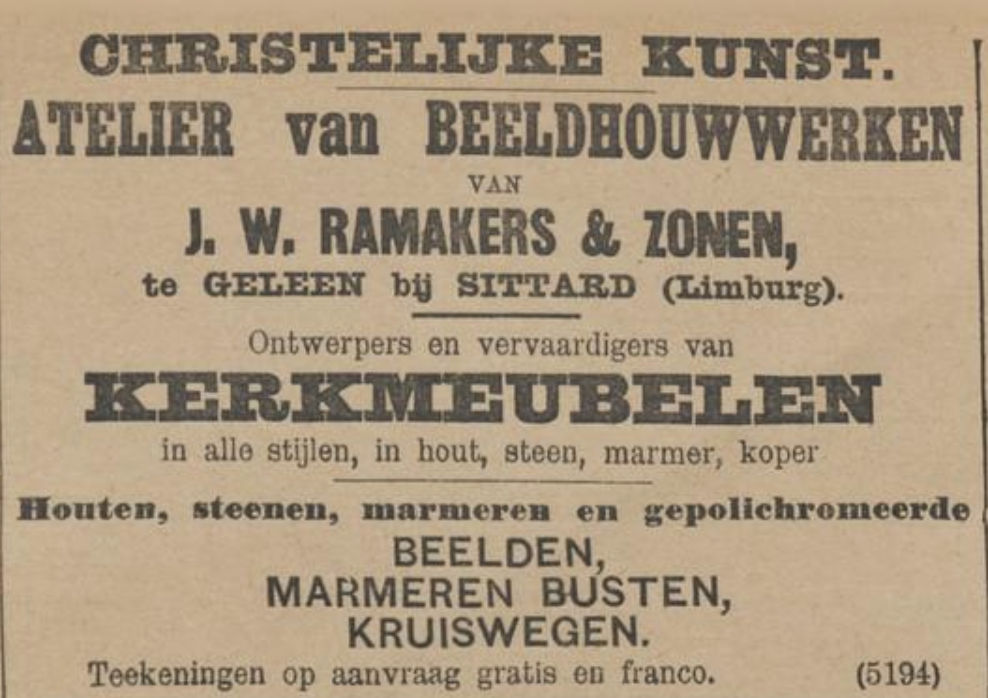
1896 advertentie
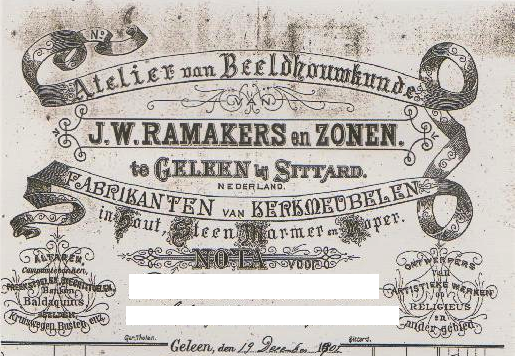
1902 briefhoofd
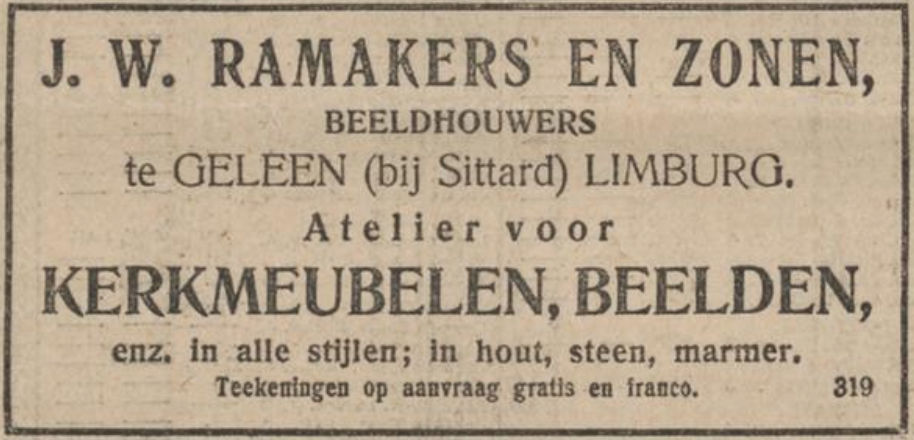
1904 advertentie
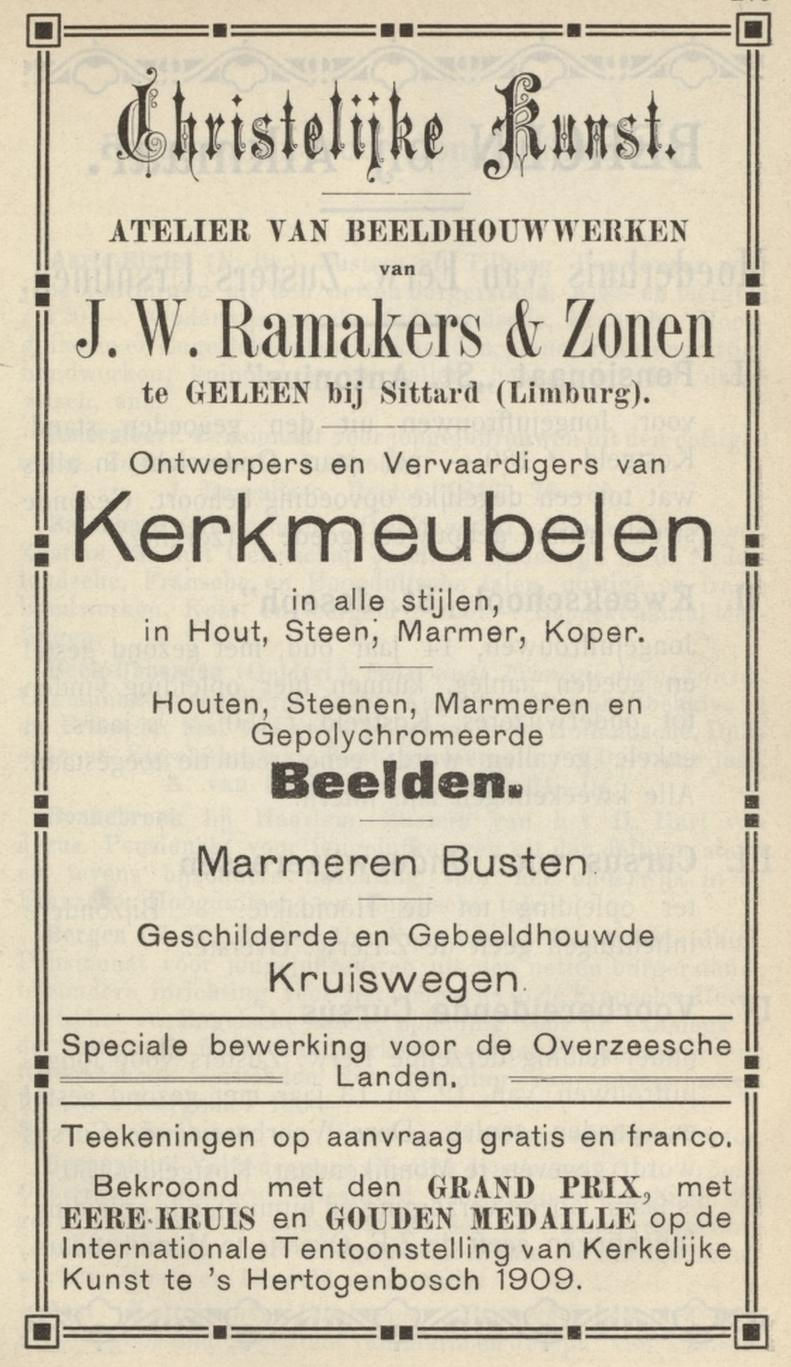
1910 advertentie